# Драчковский сельсовет
Драчковский сельсовет (бел. Драчкаўскі сельсавет) — административная единица на территории Смолевичского района Минской области Беларуси. Административный центр — агрогородок Драчково.

## География
Драчковский сельсовет расположен на расстоянии 26 км на юг от г. Смолевичи на автодороге Смолевичи-Смиловичи-Правдинск-Шацк, и 30 км от г. Минска.
Граничит с Пекалинским, Заболотским сельсоветами Смолевичского района, Смиловичским, Валевачским сельсоветами Червенского района, Луговослободским сельсоветом Минского района, микрорайоном Сокол Октябрьского района г. Минска.

## История
23 ноября 2018 года упразднён хутор Побратимовка.

## Состав
Драчковский сельсовет включает 31 населённый пункт:
- Берёзовая Гора — деревня.
- Быкачино — деревня.
- Великий Камень — деревня.
- Волма — деревня.
- Грива — деревня.
- Дехань — деревня.
- Драчково — агрогородок.
- Дуброва — деревня.
- Загорье — деревня.
- Задворье — деревня.
- Заречье — деревня.
- Заямное — деревня.
- Зелёный Лужок — деревня.
- Калита — деревня.
- Калюга — деревня.
- Кулешовка — деревня.
- Лозовый Куст — деревня.
- Луково — деревня.
- Ляды — деревня.
- Ляды — поселок.
- Малые Ляды — деревня.
- Першемайская — деревня.
- Петровичи — деревня.
- Плющай — деревня.
- Побратимовка — хутор.
- Полянка — деревня.
- Самсоновка — деревня.
- Синие Горы — деревня.
- Слободка — деревня.
- Старина — деревня.
- Узбароги — деревня.
- Чирвоный Лужок — деревня.

## Население
Численность населения составляет 3393 человека, из них трудоспособного возраста – 2045, моложе трудоспособного возраста – 447, старше трудоспособного возраста – 901 человек.